# Гарретт, Джемма
Джемма Дон Гарретт (англ. Gemma Dawn Garrett, род. 25 сентября 1981 года) — обладательница титула Мисс Великобритания 2008 года, а также Мисс Белфаст. Является лицом Гран-при Великобритании Формулы-1 в «Сильверстоуне».
В 2008 году она снялась в фильме Direct Contact, а также снялась для нескольких газет, таких как ZOO, Nuts, The Sun и Daily Star.
В 2008 году она стала кандидатом в парламент Великобритании от партии «Beauties for Britain» от округа Crewe and Nantwich. В голосовании она заняла десятое место, набрав 113 голосов (0,27 %). Она также баллотировалась в округе Haltemprice and Howden от Miss Great Britain Party. В голосовании она набрала 521 голос, заняв пятое место.
В настоящее время Гарретт пишет статьи для журналов Sunday Life и Fate.